# Если дорог тебе твой дом (фильм)
«Если дорог тебе твой дом» — советский чёрно-белый документальный фильм о Великой Отечественной войне, снятый Василием Ордынским на киностудии «Мосфильм» в 1967 году. Посвящён советским солдатам, участвовавшим в Битве за Москву в 1941-1942 годах.
Премьера фильма состоялась 25 октября 1967 года. Фильм посмотрели 15,6 млн зрителей за первый год демонстрации.

## Сюжет
Фильм рассказывает о решительном наступлении советских войск под Москвой 5 декабря 1941 года. Фильм демонстрирует, как советские военачальники, в том числе маршалы Георгий Жуков и Константин Рокоссовский, заложили основу для разгрома войск нацистской Германии, развеявшие миф о их непобедимости. В ходе наступления советские войска проявили мужество, стратегическое мышление и твёрдую веру в победу.

## Съёмочная группа
- Режиссёр: Василий Ордынский
- Сценаристы: Евгений Воробьёв, Василий Ордынский, Константин Симонов
- Оператор: Владимир Николаев
- Композитор: Кирилл Молчанов
- Художник: Арнольд Вайсфельд